# قوانین کشاورزی هند (۲۰۲۰)
قوانین کشاورزی هند (انگلیسی: 2020 Indian agriculture acts) در سال ۲۰۲۰ به تصویب مجلس هند رسید و شامل سه قانون می باشد که در ۱۷ سپتامبر ۲۰۲۰ در لوک سبها و در ۲۰ سپتامبر در راجیه سبها تصویب شد. رئیس جمهور هند رام نات کوویند  آن را در ۲۷ سپتامبر ۲۰۲۰ ابلاغ کرد. این قوانین از نظام حکومتی بازار کلی فروشی مقررات زدایی می کند و اجازه می دهد که کشاورزان مستقیما محصولات خود را به تولیدکنندگان مواد غذایی بفروشند. ولی کشاورزان می ترسیدند که این کار منجر به خاتمه کف قیمت تضمینی دولتی شود و در نتیجه قیمت محصولات آنها کاهش یابد. این امر به اعتراضات علیه قوانین دامن زد. در ۱۲ ژانویه ۲۰۲۱ دیوان عالی هند اجرای قوانین را متوقف کرد و کمیته ای را مسئول رسیدگی به شکایات کشاورزان نمود.  در ۱ دسامبر ۲۰۲۱ قوانین رسما ملغی شد.